# Titan 3C
Titan 3C – wykorzystywana przez USAF rakieta nośna serii Titan, największa amerykańska wojskowa rakieta nośna w latach 1965-1982 (do czasu wyprodukowania pierwszej rakiety Titan IV). Planowana była jako rakieta dla samolotu Boeing X-20 Dyna-Soar i pojazdów MOL. Jej konstrukcja oparta jest na rakiecie Titan 3A, zaś dołączone są również dopalacze na paliwo stałe, za pomocą których rakieta wynoszona była w przestworza, po ich odłączeniu załączany był silnik 1. stopnia.
Rakieta ta stała się bazą dla rakiet Titan 3D (odmiana bez stopnia Transtage) oraz Titan 3E (wersja 3C ze stopniem Centaur zamiast Transtage).

## Koniec eksploatacji
6 marca 1982 roku po raz ostatni wystartowała, wynosząc na orbitę wojskowego satelitę, będącego elementem systemu wczesnego ostrzegania o startach rakiet balistycznych.

## Podsumowanie
Od roku 1965 za pomocą rakiety Titan 3C wysłano 82 ładunki dostarczane przez Departament Obrony USA (głównie) oraz NASA, o łącznej masie 50 ton. Tytan to pierwsza standardowa rakieta służąca do umieszczania SSZ (sztucznych satelitów Ziemi) na niskich orbitach (160–400 km), silnie spłaszczonych eliptycznych (7500-96 000 km) oraz na orbicie geostacjonarnej.

## Ważniejsze misje
Lot prototypu załogowej stacji orbitalnej MOL – Manned Orbital Laboratory (projekt MOL później zarzucony), wyniesienie na orbity wojskowych SSZ łączności taktycznej i strategicznej TDS i DSCS, SSZ służących do wykrywania eksplozji jądrowych Vela, technologicznego satelity ATS-6. Największym osiągnięciem był grupowy start 24 satelitów łącznościowych, wyniesionych grupami po 8 sztuk za pomocą jednej rakiety, oraz start 42 innych SSZ, które umieszczano grupami po 2 do 6 na jednej rakiecie.

## Chronologia startów
| L.p. | Data startu | Godz. startu (UTC) | Nr seryjny rakiety | Miejsce startu (kraj)                        | Stan. startowe | Ładunek                                                                                | Uwagi                    |
| ---- | ----------- | ------------------ | ------------------ | -------------------------------------------- | -------------- | -------------------------------------------------------------------------------------- | ------------------------ |
| 1    | 1965-06-18  | 14:00              | 3C-7               | Stacja Sił Powietrznych Cape Canaveral (USA) | LC40           | balast ołowiany, Transtage 5                                                           | start udany              |
| 2    | 1965-10-15  | ?                  | 3C-4               | Stacja Sił Powietrznych Cape Canaveral (USA) | LC40           | Transtage 4, OV2-1, LCS 2                                                              | start częściowo nieudany |
| 3    | 1965-12-21  | ?                  | 3C-8               | Stacja Sił Powietrznych Cape Canaveral (USA) | LC41           | Transtage 8, OV2-3, OSCAR 4, LES 3, LES 4                                              | start udany              |
| 4    | 1966-06-16  | 14:00              | 3C-11              | Stacja Sił Powietrznych Cape Canaveral (USA) | LC41           | GGTS 1, IDCSP 1-1, IDCSP 1-2, IDCSP 1-3, IDCSP 1-4, IDCSP 1-5, IDCSP 1-6, IDCSP 1-7    | start udany              |
| 5    | 1966-08-26  | 13:59              | 3C-12              | Stacja Sił Powietrznych Cape Canaveral (USA) | LC41           | IDCSP 1-8, IDCSP 1-9, IDCSP 1-10, IDCSP 1-11, IDCSP 1-12, IDCSP 1-13, IDCSP 1-14       | start nieudany           |
| 6    | 1966-11-03  | 13:50              | 3C-09              | Stacja Sił Powietrznych Cape Canaveral (USA) | LC40           | OV4 3, makieta MOL, OV4 1T, OV1 6S, Gemini B, OV4 1R                                   | start udany              |
| 7    | 1967-01-18  | 14:19              | 3C-13              | Stacja Sił Powietrznych Cape Canaveral (USA) | LC41           | IDCSP 2-1, IDCSP 2-2, IDCSP 2-3, IDCSP 2-4, IDCSP 2-5, IDCSP 2-6, IDCSP 2-7, IDCSP 2-8 | start udany              |
| 8    | 1967-04-28  | 10:01              | 3C-10              | Stacja Sił Powietrznych Cape Canaveral (USA) | LC41           | Vela 7, Vela 8, ERS 18, OV5 1, OV5 3                                                   | start udany              |
| 9    | 1967-07-01  | 13:15              | 3C-14              | Stacja Sił Powietrznych Cape Canaveral (USA) | LC41           | IDCSP 3-1, IDCSP 3-2, IDCSP 3-3, IDCSP 3-4, DODGE 1, LES 5                             | start udany              |
| 10   | 1968-06-13  | 14:03              | 3C-16              | Stacja Sił Powietrznych Cape Canaveral (USA) | LC41           | IDCSP 4-1, IDCSP 4-2, IDCSP 4-3, IDCSP 4-4, IDCSP 4-5, IDCSP 4-6, IDCSP 4-7, IDCSP 4-8 | start udany              |
| 11   | 1968-09-26  | 07:37              | 3C-05              | Stacja Sił Powietrznych Cape Canaveral (USA) | LC41           | OV2 5, OV5 2, OV5 4, LES 6                                                             | start udany              |
| 12   | 1969-02-09  | 21:09              | 3C-17              | Stacja Sił Powietrznych Cape Canaveral (USA) | LC41           | Tacsat 1                                                                               | start udany              |
| 13   | 1969-05-23  | 07:57              | 3C-15              | Stacja Sił Powietrznych Cape Canaveral (USA) | LC41           | OV5 5, OV5 6, OV5 9, Vela 9, Vela 10                                                   | start udany              |
| 14   | 1970-04-08  | 10:50              | 3C-18              | Stacja Sił Powietrznych Cape Canaveral (USA) | LC40           | Vela 11, Vela 12                                                                       | start udany              |
| 15   | 1970-11-06  | 10:35              | 23C-1 (3C-19)      | Stacja Sił Powietrznych Cape Canaveral (USA) | LC40           | IMEWS 1                                                                                | start częściowo nieudany |
| 16   | 1971-05-05  | 07:43              | 23C-2 (3C-20)      | Stacja Sił Powietrznych Cape Canaveral (USA) | LC40           | IMEWS 2                                                                                | start udany              |
| 17   | 1971-11-03  | 03:09              | 23C-3 (3C-21)      | Stacja Sił Powietrznych Cape Canaveral (USA) | LC40           | DSCS II F-1, DSCS II F-2                                                               | start udany              |
| 18   | 1972-03-01  | 09:39              | 23C-4 (3C-22)      | Stacja Sił Powietrznych Cape Canaveral (USA) | LC40           | IMEWS 3                                                                                | start udany              |
| 19   | 1973-06-12  | 07:14              | 23C-6 (3C-24)      | Stacja Sił Powietrznych Cape Canaveral (USA) | LC40           | IMEWS 4                                                                                | start udany              |
| 20   | 1973-12-13  | 23:57              | 23C-8 (3C-26)      | Stacja Sił Powietrznych Cape Canaveral (USA) | LC40           | DSCS II F-3, DSCS II F-4                                                               | start udany              |
| 21   | 1974-05-30  | 13:00              | 23C-9 (3C-27)      | Stacja Sił Powietrznych Cape Canaveral (USA) | LC40           | ATS 6                                                                                  | start udany              |
| 22   | 1975-05-20  | 14:03              | 23C-7 (3C-25)      | Stacja Sił Powietrznych Cape Canaveral (USA) | LC40           | DSCS II F-5, DSCS II F-6                                                               | start nieudany           |
| 23   | 1975-12-14  | 05:15              | 23C-11 (3C-29)     | Stacja Sił Powietrznych Cape Canaveral (USA) | LC40           | IMEWS 5                                                                                | start udany              |
| 24   | 1976-03-15  | 01:25              | 23C-12 (3C-30)     | Stacja Sił Powietrznych Cape Canaveral (USA) | LC40           | LES 8, LES 9, Solrad 11A, Solrad 11B                                                   | start udany              |
| 25   | 1976-06-26  | 03:00              | 23C-10 (3C-28)     | Stacja Sił Powietrznych Cape Canaveral (USA) | LC40           | IMEWS 6                                                                                | start udany              |
| 26   | 1977-02-06  | 06:00              | 23C-5 (3C-23)      | Stacja Sił Powietrznych Cape Canaveral (USA) | LC40           | IMEWS 7                                                                                | start udany              |
| 27   | 1977-05-12  | 14:26              | 23C-14 (3C-32)     | Stacja Sił Powietrznych Cape Canaveral (USA) | LC40           | DSCS II F-7, DSCS II F-8                                                               | start udany              |
| 28   | 1978-03-25  | 18:09              | 23C-17 (3C-35)     | Stacja Sił Powietrznych Cape Canaveral (USA) | LC40           | DSCS II F-9, DSCS II F-10                                                              | start nieudany           |
| 29   | 1978-06-10  | 19:12              | 23C-15 (3C-33)     | Stacja Sił Powietrznych Cape Canaveral (USA) | LC40           | Chalet 1                                                                               | start udany              |
| 30   | 1978-12-14  | 00:43              | 23C-18 (3C-36)     | Stacja Sił Powietrznych Cape Canaveral (USA) | LC40           | DSCS II F-11, DSCS II F-12                                                             | start udany              |
| 31   | 1979-06-10  | 13:39              | 23C-13 (3C-31)     | Stacja Sił Powietrznych Cape Canaveral (USA) | LC40           | IMEWS 10                                                                               | start udany              |
| 32   | 1979-10-01  | 11:22              | 23C-16 (3C-34)     | Stacja Sił Powietrznych Cape Canaveral (USA) | LC40           | Chalet 2                                                                               | start udany              |
| 33   | 1979-11-21  | 21:36              | 23C-19 (3C-37)     | Stacja Sił Powietrznych Cape Canaveral (USA) | LC40           | DSCS II F-13, DSCS II F-14                                                             | start udany              |
| 34   | 1981-03-16  | 19:24              | 23C-22 (3C-40)     | Stacja Sił Powietrznych Cape Canaveral (USA) | LC40           | IMEWS 11                                                                               | start udany              |
| 35   | 1981-10-31  | 09:22              | 23C-21 (3C-39)     | Stacja Sił Powietrznych Cape Canaveral (USA) | LC40           | Chalet 3                                                                               | start udany              |
| 36   | 1982-03-06  | 19:25              | 23C-20 (3C-38)     | Stacja Sił Powietrznych Cape Canaveral (USA) | LC40           | IMEWS 13                                                                               | start udany              |